# Björn J:son Lindh
Björn J:son Lindh (født Björn Lindh; 25. oktober 1944 i Arvika i Värmland, død 21. december 2013) var en svensk fløjtenist, pianist og komponist. 
J:son Lindh har skrevet musik til flere film og modtog Cornelis Vreeswijk-stipendiet i 1993.
Det musikstykke af Björn J:son Lindh som er bedst kendt er formodentlig Brusa högre lilla å.

## Liv og gerning
Björn J:son Lindh er søn af disponent Robert J:son Lindh og dennes hustru Ruth, født Isberg. Faderen var disponent i familiens virksomhed, Nordiska tapetfabriken, i Arvika. Björn J:son Lindh begyndte som teenager at arbejde i tapetfabrikken. 

### Musikkarriere
Han begyndte som 5-årig at lære at spille klaver. Som 14-årig begyndte han at spille saxofon i et lokalt danseband i Arvika og i 1962 begyndte han sin musikuddannelse ved Folkliga Musikskolan i Ingesund (senere Musikhögskolan Ingesund) som lå lige uden for Arvika. Mellem 1963 og 1971 studerede han ved Kungliga Musikaliska Akademien (senere Kungliga Musikhögskolan) i Stockholm på solistlinjen for piano hos Stina Sundell og på solistlinjen for fløjte hos Gunnar Malmgren og Erik Holmstedt.
J:son Lindh begyndte sin professionelle karriære som popmusiker (under navnet Björn Lindh) i 1960-erne i gruppen Atlantic Ocean, men var tillige aktiv som studiomusiker både i 1960- og 1970-erne. Han blev engageret af Anders Burman og Metronomestudion ved studieindspilninger. I 1970-erne var J:son Lindh med i flere grupper, blandt andre Jason's Fleece, Sommarfilosoferna, Handgjort, Baltik og Ablution. I 1970- og 1980-erne var han med i gruppen Hörselmat, oprettet i 1973, som han var leder af sammen med Janne Schaffer.
J:son Lindh samarbejdede med et stort antal musikere, især med Janne Schaffer, men tillige med Mike Oldfield, Ralph Lundsten, Sven-Bertil Taube, Lill Lindfors, Gunnar Idenstam og Staffan Scheja. Med Scheja lavede han tre album kaldet Europa-suiter i 1980-erne. J:son Lindh spillede også sammen med blandt andre Cornelis Vreeswijk, Jan Akkerman, Jon Hiseman og Isildurs Bane. I 1971 debuterede han som solist med albummet Ramadan. Hans første gennembrud i salgsmæssig henseende var albummet Cous Cous, som kom ind på Kvällstoppen i december 1972 og lå der i 6 uger. Han udgav mere end 30 albummer under eget navn i løbet af sin karriere.

### Billedkunstner
Ved siden af musik beskæftigede J:son Lindh sig også med billedkunst i månge år. Han skabte blandt andet grafiklignende billeder med en teknik baseret på kobbertryksfarve, tusch, akvarel- og akrylfarve uden brug af trykpresse i processen. J:son Lindh havde flere særudstillinger fra midten af 1990-erne.

### Ægteskaber
Han var 1969–2006 gift med Kiki Lindh (født Ander 1947), og fra 2009 til sin død med musikdirektøren og organisten Marie J:son Lindh Nordenmalm (født Nordenmalm 1955). Sammen med sidstnævnte gav J:son Lindh mange koncerter, især i Nora kyrka hvor han var aktiv frem til sin død.

### Død
Björn J:son Lindh døde som følge af en kræftsvulst i hjernen.

## Diskografi

### Album
- 1971 – Ramadan (udgivet i USA og Tyskland 1972)
- 1971 – Från storstad till grodspad
- 1972 – Cous Cous (udgivet i USA, Nederlandene og Spanien 1973, genudgivet 1990)
- 1973 – Sissel (udgivet i USA 1974)
- 1974 – Boogie Woogie (udgivet i Nederlandene 1974, i Spanien 1976 og genudgivet 1990. I USA udgivet 1975 med titlen Second Carneval)
- 1976 – Raggie (udgivet i Storbritannien 1977 med titlen Jayson Lindh)
- 1978 – Bike Voyage II (udgivet i USA 1978 og i Storbritannien 1980 med titlen A Day at the Surface)
- 1980 – Våta vingar (udgivet i Storbritannien med titlen Wet Wings, genudgivet i Storbritannien 1986 og i USA 1987)
- 1981 – Musik (udgivet i Storbritannien med titlen "To be Continued...")
- 1983 – Atlantis - Bilder från en ö (udgivet i USA, Kanada og Storbritannien med titlen Atlantis, genudgivet i Storbritannien 1987)
- 1984 – Europa (Opus I) (med Staffan Scheja)
- 1985 – Spirits of Europa Opus II (med Staffan Scheja) (udgivet i USA, Kanada 1986 og Japan 1987 med titlen Spirits of Europa)
- 1985 – Världen vänder
- 1986 – Rhapsody of Sweden (udgivet af Sveriges Exportråd)
- 1987 – Feather Nights
- 1987 – Hörselmat med Gävleborgs Symfoniorkester
- 1989 – Europa Opus III, Bridges (med Staffan Scheja)
- 1989 – Svensk rapsodi
- 1990 – Tid Brusa (med Janne Schaffer og Gunnar Idenstam)
- 1993 – Profeten (tekst af Khalil Gibran som læses af Peter Haber)
- 1999 – In the Air (med bl.a. GöteborgsOperans Orkester og Uppsala Kammarsolister)
- 2000 – Den hela människan (musik fra filmen Hälsoresan) (med Janne Schaffer og Electric Banana Band)
- 2001 – Inner Beauty (med Torbjörn Carlsson)
- 2001 – Mental avslappning
- 2002 – Dansmeditation
- 2002 – Julglöd (med Janne Schaffer, Leif Strand og Nacka Sångensemble)
- 2002 – En dag på gården (Vestmanniaensemblen m.fl. spiller specialkomponeret musik af Björn J:son Lindh)
- 2003 – Till min kära (med Torbjörn Carlsson og tekstlæsning af Thorwald Olsson)
- 2005 – Vinterhamn (med Torbjörn Carlsson, Ted Ström, Marie J:son Lindh Nordenmalm, Nora Kammarkör (tidligere Gyttorpskören) og Nora Kyrkokör)
- 2007 – Clarity (med Torbjörn Carlsson og Malin Trast)
- 2009 – Orgel (med Marie J:son Lindh Nordenmalm og Katarina Andreasson)
- 2010 – Skymningsglöd (med Torbjörn Carlsson, Malin Trast og Marie J:son Lindh Nordenmalm)
- 2011 – Jul i Nora (med Marie J:son Lindh Nordenmalm, Nora Oratoriekör, Nora Kyrkokör, Nora kyrkas Ungdomskör, Nora kyrkas Barnkör, Bergslagens Brassensemble, Strygekvintet fra Nora Kammarorkester samt solister)
- 2013 – LunchOrgel 12.12 (med Marie J:son Lindh Nordenmalm)
- 2013 – I vinden (med Olli Strömberg)
- 2013 – Blommorna (med Stefan Blomquist, Torbjörn Carlsson og Dan Magnusson)

### Opsamlingsalbum
- 1991 –  Spotlight
- 1994 –  Brusa högre lilla å (genudgivet 1999)
- 1998 –  Opus Europa – The Collection (med Staffan Scheja)
- 2000 –  Guldkorn
- 2008 –  Samlat det bästa med Björn J:son Lindh

### Singler
- 1972 –  Love March/My Tulip (USA)
- 1972 –  My Machine/The Booster Pump (Nederlandene)
- 1973 –  Good Time Charlie's Got The Blues/Elastic Springtime (USA)
- 1974 –  Cous Cous: My Machine/Love March (Spanien)
- 1974 –  Jayson's Boogie Woogie (Spanien)
- 1975 –  Stephen's Cake-Walk (USA)
- 1976 –  Aria/The Pond
- 1976 –  Love Machine/Aria (Storbritannien)
- 1981 –  Stockholmsmelodi (med Totte Wallin)
- 1982 –  Sing Louder Little River/J:sons Hundar (Brasilien)
- 1983 –  From Here to Eternity/The Cloud Pump (Storbritannien)
- 1987 –  Sweet Revenge/How How Do You Do
- 1989 –  Valsen/Som fågelen
- 1993 –  Ristat med ljus (indeholder også en litografi af Måns Rossander)
- 1999 –  In the Air

### Maxisingler
- 1980 –  Brusa högre lilla å/J:sons hundar
- 1981 –  Härifrån till Evigheten/Änglarna har landat
- 1983 –  Bilder från en ö/Västlig bris
- 1984 –  Europa (med Staffan Scheja)
- 1984 –  Europa-Fontana di Trevi (med Staffan Scheja)
- 1985 –  Lake District/Till dig som färdas
- 1986 –  Spirits of Europa/St. Petersburg (med Staffan Scheja)
- 1990 –  Europa (med Staffan Scheja)

### Filmmusik
- 1996 – Jægerne
- 1992 – Den demokratiske terrorist
- 1984 – Mannen från Mallorca
- 1976 – Manden på taget